# النسري (الصومعة)

تعديل مصدري - تعديل

النسري هي إحدى قرى عزلة ال عبيد بمديرية الصومعة التابعة لمحافظة البيضاء، بلغ تعداد سكانها 644 نسمة حسب تعداد اليمن لعام 2004.